# Olszyna (Skrzyszów)
Olszyna – część wsi Skrzyszów w Polsce, położona w województwie śląskim, w powiecie wodzisławskim, w gminie Godów. 
W latach 1975–1998 Olszyna administracyjnie należała do województwa katowickiego.